# 永康孕婦命案
永康孕婦命案發生在2000年1月30號，一名懷孕七個月的孕婦在家中遭兇手以滅火器重擊頭部，並身中多刀致死的刑事案件。
該案查無兇手，原先台南警方懷疑女子前夫涉嫌重大，經過11年官司纏訟後法院終判無罪。截至2025年，警方仍然找不到任何嫌疑人且未能破案，兇手始終逍遙法外。

## 案發經過
2000年1月30號，蔡錦霞懷有七個月身孕，在案發前已經與丈夫林鴻志離婚，且一人獨居家中。蔡錦霞在台南縣永康市（今台南市永康區）的一處路巷民宅經營美容護膚工作室，突然遭闖入的兇手以滅火器重擊頭部，再被砍多刀致死，腹中胎兒也因而死亡。
30號晚間，林鴻志聯絡不上前妻便直接到其住處。蔡錦霞的二嫂找來鎖匠開門並在二樓發現血跡，他們發現蔡錦霞沒有呼吸並倒在血泊中身亡。
台南警方的鑑識組在犯罪現場採證。初步調查的結果顯示死者36歲，她被砍了13刀身亡，致命傷在喉嚨。由於犯罪現場無打鬥痕跡，門窗並無破壞跡象，也找不到嫌疑人的指紋，但是在一樓採集到血鞋印。警方研判是熟人所為，按照蔡錦霞的交往關係展開調查。
台南警方在稍後的調查發現，蔡錦霞在離婚後一人在永康住處獨居，住家開設工作室，門外的訪客略微複雜。後來，警方在屍體旁發現一根菸蒂與女子前夫的DNA相符，很快鎖定林鴻志，且兩人離婚之後有金錢糾紛，並且懷疑前妻暗示腹中的胎兒不是他親生的，存在犯案動機，便以涉嫌重大案情為由拘提林鴻志。
事發一個月後，雖然林鴻志通過測謊，且血鞋印與林鴻志的尺寸不符，警方並未採認相關證據。台南警方堅信菸蒂與犯罪證物相關，仍以殺人罪將他收押3個月。

## 十一年冤案
在台南地方法院審理期間，一審判無罪，二審及多次更審也判無罪。是故菸蒂只能證明林鴻志曾出現於案發現場，但無法證明其行兇。檢方多次不斷重審並反復上訴。直到2011年8月17號，台南高分院的庭審法官認為，菸蒂是案發後在現場吸煙留下，且兇手的血腳印與林鴻志不符，駁回檢方上訴，更以《刑事妥速審判法》（簡稱速審法）讓全案無罪定讞。
該案共庭審7次，官司也纏訟11年，林鴻志事後召開記者會批評警方栽贓。台南地檢署襄閱主任檢察官林志峰也向媒體表示，該案視為沒有破案，將要求警方重新調查。然而，根據多方媒體報導，台南警方查無任何嫌疑人，兇手仍然逍遙法外。因羈押案林鴻志向法院聲請刑事賠償，司法院駁回其餘申請，僅判賠28萬2200元。

## 外部連結
- 華視：涉殺前妻無罪 林鴻志控檢警濫權 （页面存档备份，存于）
- 自由時報：涉殺孕妻纏訟11年　男控惡警栽贓 （页面存档备份，存于）
- 中天調查報告／盧秀芳：孕妻一屍兩命　「他」從被害家屬遭冤成殺人凶手 （页面存档备份，存于）